# Юй Цзи
Юй Цзи, также Гань Цзи (кит. упр. 于吉, пиньинь Yu Ji, палл. Юй Цзи, кит. упр. 干吉, пиньинь Gan Ji, палл. Гань Цзи, II век — 200 г.) — даосский мудрец, врачеватель, предполагаемый автор основополагающего даосского сочинения «Тай пин цзин».

## Биография
Занимался врачеванием наговорной водой. Согласно легенде получил книгу «Тай пин цзин» непосредственно с неба.
«…сердца людей стали наслаждаться многословием и в делах о корне, и в делах о верхушке, в результате чего даже такие познавшие Дао-Путь люди, как Гань Цзи, Жун Чун, Гуй Бо и другие, принялись писать книги по тысяче глав каждая, причем в основном эти книги посвящались вопросам морали и соблюдения обетов и в них малоценного для человека, вступившего на путь великого делания и стремящегося получить указания относительно своей практики». Гэ Хун «Баопу-цзы». Глава 14.
Был казнён по приказу полководца Сунь Цэ (175—200). О его казни рассказывается у Гань Бао «Записки о поисках духов» (I, 22). Упоминается также у Гэ Хуна («Баопу-цзы». Глава 14). Одному из его учеников Жун Чуну (Гун Чуну) приписывают множество даосских текстов, не дошедших до нас. Также согласно книге «Троецарствие» Ло Гуань-Чжуна Юй Цзи пришел к полководцу Цао Цао и рассказал об его свержении. Тот разозлившись приказал его казнить. После казни на небе собрались тучи, ревел гром и из тысячи душ поднявшихся из под земли собрались в образ Юй Цзи. Образ Юй Цзи поднялся на облако и засмеявшись улетел на нем.

## Компьютерные игры
- В игре для PS3 Xbox 360 — Dynasty Warriors 7 присутствует в роли сюжетного NPC в истории У.